# 石坂ブライアン
石坂 ブライアン（いしざか ブライアン、1989年8月20日 - ）は、フィリピン出身で日本で活動するプロレスラー。

## 経歴
千葉県立船橋旭高等学校卒業。アニマル浜口主宰の浜口レスリング道場で4年間鍛え、2013年1月、全日本プロレス公開新人オーディションに合格し練習生となる。
同年7月、代表の武藤敬司を含む大半の選手がWRESTLE-1へ移籍することに伴い、練習生のまま移籍。デビュー前の2014年に退団。
一時はプロレスラーの道を諦めたものの、友人に誘われる形でミステル・カカオ主催のルチャ・リブレ教室を受講。身体能力を高く評価され、2018年1月28日、KBSホール「京都ルチャマニア」大会での破裏拳KID戦で覆面レスラー「ブライアン」としてデビュー。2月4日よりミステル・カカオ主催「覆面MANIA」の若手選手としてその後レギュラー参戦。杉浦透、ドラゴン・リブレやEL920らと研鑽をつむ。
2018年8月19日、シアタープロレス花鳥風月板橋グリーンホール大会でNINJAOOO（ニンジャ・オーズ）としてジョシュ・オブライエンと組み、KEITAinthehouse＆ナカタユウタ組と対戦。正体が石坂ブライアンであると明かすと9月23日・シアタープロレスYOKOHAMAにぎわい座大会にて服部健太と組み、スペースレッド＆田中稔組と対戦した。
2024年11月24日、プロレスリング・ノア『LIMIT BREAK ex.』大会にて岩本煌史とタッグを組み、小峠篤司＆木下亨平組と対戦。これがノア初参戦となる。

## 得意技

### フィニッシュ・ホールド
ブライアン・ドライバー
ハリケーンドライバー

### 打撃技
シャイニング・ウィザード
クレイモア・キック
ドロップキック
低空ドロップキック
トラース・キック
延髄斬り
エルボー
サッカーボールキック
フットスタンプ
串刺しダブルニー

### 投げ技
ハリケーンドライバー
WA4
投げっぱなし・ジャーマン・スープレックス
バック・クラッカー
ブレーンバスター
雪崩式ブレーンバスター

### 関節技
ナガタロックII

### 飛び技
トペ・スイシーダ
ストゥーカ・スプラッシュ
ダイビングダブルニードロップ
ミサイルキック

## タイトル歴
- シアタープロレス花鳥風月認定新風流人タッグ王座
- WEWジュニアヘビー級王座
- WEW JAPAN王座
- DEP無差別級王座

## 入場曲
- Ave María（ダビッド・ビスバル）